# Usman Ally
Usman Ally (nacido el 27 de agosto de 1982) es un actor de cine, teatro y televisión paquistaní-estadounidense. Marcando su debut como actor en 2008, Ally ganó un Premio Obie en 2015 por su papel en The Invisible Hand.
Ha aparecido en varias producciones teatrales, incluidas The Elaborate Entrance of Chad Deity, El libro de la selva y una producción de La vuelta al mundo en ochenta días. Es conocido por sus papeles en pantalla como Fernald the Hook-Handed Man en la adaptación de Netflix de A Series of Unfortunate Events, que se estrenó en 2017 y Andy Malik en Suits.

## Vida y carrera
Ally nació en Eswatini (antes Suazilandia) de padres paquistaníes. Creció en Kenia, Botsuana, Tanzania y Pakistán. Según Ally, su familia se mudaba regularmente porque su padre estaba involucrado en el comercio internacional.
A los 18 años, Ally se mudó a los Estados Unidos y asistió a Lewis & Clark College en Portland, Oregón, donde se especializó en teatro y antropología cultural. Poco después de graduarse de Lewis y Clark, asistió a la Universidad de Florida, donde se graduó magna cum laude con una Maestría en Bellas Artes en actuación. Ha vivido en Portland, Chicago y Los Ángeles.

## Filmografía

### Películas
| Año  | Título                     | Papel                             | Notas        |
| ---- | -------------------------- | --------------------------------- | ------------ |
| 2008 | The Group                  | Sunil                             | Cortometraje |
| 2009 | Chicago Overcoat           | Propietario de la casa de empeños |              |
| 2011 | Our Fathers                | Ahmed                             | Cortometraje |
| 2012 | Just Like a Woman          | Ousman                            |              |
| 2013 | Star Trek: En la oscuridad | Oficial del U.S.S. Vengeance      |              |
| 2015 | Misled                     | Waseem                            |              |
| 2016 | Love Meet Hope             | Andrew                            |              |
| 2020 | The Hunt                   | Crisis Mike                       |              |
| 2020 | Superintelligence          | Sergei                            |              |
| 2022 | Grimcutty                  | Amir Chaudhry                     | [ 11 ]       |

### Televisión
| Año       | Título                               | Papel                                | Notas                                    |
| --------- | ------------------------------------ | ------------------------------------ | ---------------------------------------- |
| 2011      | The Chicago Code                     | Abrahm                               | Episodio: "St. Valentine's Day Massacre" |
| 2011      | Damages                              | Nasim Marwat                         | 4 episodios                              |
| 2012      | Boss                                 | Joe Young                            | 2 episodios                              |
| 2013      | Blue Bloods                          | Vendor                               | Episodio: "No Regrets"                   |
| 2014      | Mind Games                           | Charles                              | Episodio: "Pilot"                        |
| 2014      | Person of Interest                   | Jamal Risha                          | Episodio: "Allegiance"                   |
| 2014–2015 | Madam Secretary                      | Zahed Javani                         | 3 episodios                              |
| 2015      | Castle                               | Bilal Jafari                         | Episodio: "Sleeper"                      |
| 2015      | The Player                           | Hamid                                | Episodio: "Pilot"                        |
| 2015      | Brooklyn Animal Control              | Lawyer                               | Episodio 1.1                             |
| 2016      | Blindspot                            | Hakim                                | Episodio: "Cease Forcing Enemy"          |
| 2016      | Helen & Grace                        | Entrenador                           | 2 episodios                              |
| 2016      | Agents of S.H.I.E.L.D.               | Vincent                              | 3 episodios                              |
| 2016      | The Librarians                       | Becker                               | Episodio: "And the Fangs of Death"       |
| 2016–2017 | Veep                                 | Embajador Al Jaffar                  | 6 episodios                              |
| 2017–2019 | A Series of Unfortunate Events       | Fernald                              | Recurrente                               |
| 2017      | Una pizca de magia                   | Sr. Morris                           | 8 episodios                              |
| 2017–2018 | Nobodies                             | Gavin                                | Recurrente                               |
| 2017–2018 | Mike Tyson Mysteries                 | Raji, Mahmoud, Price Abdul Al Farooq | Voz, 2 episodios                         |
| 2017–2019 | Suits                                | Andrew Malik                         | 4 episodios                              |
| 2017      | Lifeline                             | Nathan                               | Protagonista                             |
| 2017      | Curb Your Enthusiasm                 | Morsi Driver                         | Episodio: "Never Wait for Seconds!"      |
| 2019      | Better Things                        | Dr. Babu                             | Episodio: "No Limits"                    |
| 2019      | On Becoming a God in Central Florida | Stan Van Grundegaard                 | Recurrente                               |
| 2019-2020 | NCIS                                 | Victor Mir                           | 2 episodios                              |
| 2020      | 68 Whiskey                           | Capitán Hazara                       | Recurrente                               |
| 2021      | Call Me Kat                          | Dr. Kevin Khan                       | Episodio: "Therapy"                      |
| 2021      | Young Justice                        | Khalid Nassour, Muhammad Nassour     | Voz, recurrente (5 episodios)            |
| 2022      | God's Favorite Idiot                 | Mohsin Raza                          | 16 episodios                             |

### Videojuegos
| Año  | Título                               | Papel                        | Notas                         |
| ---- | ------------------------------------ | ---------------------------- | ----------------------------- |
| 2016 | Uncharted 4: el desenlace del ladrón | Asav                         | Multijugador                  |
| 2017 | Uncharted: El legado perdido         | Asav                         | También captura de movimiento |
| 2017 | La Tierra Media: sombras de guerra   | Serka                        | DLC "Desolation of Mordor"    |
| 2019 | The Elder Scrolls Online             | Zamarak                      |                               |
| 2019 | Magic: The Gathering Arena           | Oko, Thief of Crowns         |                               |
| 2020 | Fast & Furious Crossroads            | Kai                          |                               |
| 2020 | Avengers                             | George Tarleton / M.O.D.O.K. | [ 12 ]                        |
| 2022 | God of War Ragnarök                  | Durlin                       | [ 12 ]                        |